# Гиг I д’Альбон
Гиг I д’Альбон (Гиг Старый или Гиг Дофин; фр. Guigues I le Vieux, Guigues I le Dauphin; ок. 995/1000 — 22 апреля, 1060-е или 1070-е) — граф Альбона, Уазана, Грезиводана и Бриансонэ. Некоторыми историками считается первым дофином Вьеннуа, хотя сам титул появился только в следующем веке.

## Биография
Сын Гига, - знатного дворянина, умершего в 1009 г., никогда не упоминавшегося с графским титулом. Племянник Гумберта, епископа Гренобля с 990 по 1030 г.
Воспользовавшись слабостью бургундского короля Рудольфа III и последовавшей после его смерти войной за наследство (1033-1037), Гиг Старый значительно расширил свои владения, располагавшиеся между Роной и Альпами. В 1027 году он упоминается как сеньор Шампсора. Во всех документах, начиная с 1035 года, именуется с титулом граф. В число его владений входили Уазан (1035), Грезиводан (1050), Бриансонэ (1053). 
Растущее влияние Гига Старого способствовало карьере его брата Гумберта (995/1000 - 1037), который стал епископом Валанса (не позднее 1024).
Согласно родословным, женой Гига Старого была Адельгейда Туринская, младшая дочь Оттона Савойского и Аделаиды Сузской. Однако по этим свидетельствам выходит, что сын Гига Старого Гиг II родился раньше своего предполагаемого деда Оттона. Так что вероятно, что это была другая Адельгейда.
Последние годы своей жизни Гиг Старый провёл в монастыре Клюни в Бургундии, где и умер в 1060-х или 1070-х годах. Точная дата его смерти не известна: в качестве возможных упоминаются даты от 1060 до 1075 года. Ему наследовал младший сын Гиг II, а старший — Умберт — выбрал духовную карьеру и стал епископом Гренобля.
Французский историк Огюст Прюдом (Auguste Prudhomme) в своей работе «De l’origine et du sens des mots Dauphin et Dauphiné» (1893) утверждает, что биография, приписываемая Гигу Старому, принадлежит двум разным людям — Гигу I, жившему в  990—1034 гг., и его сыну Гигу II (1020-1079), которого и следует считать «Старым». 
В таком случае может быть верной информация Чарльза Коли (Charles Cawley) в его исследовании Medieval Lands, что Гиг Старый в 1070 г. женился на Инес Барселонской - дочери графа Барселоны Рамона Беренгера I. Единственный ребёнок в этом браке:
- Гиг Раймон (1074/75 - после 1096), был женат на Ите де Форе, дочери графа Арто II де Форе. Их сын Ги в 1110/17 году унаследовал графства Форе и Лион.